# Kocēni
Kocēni è un comune della Lettonia appartenente alla regione storica della Livonia di 7.031 abitanti (dati 2009).
Fino al 29 gennaio 2009 si chiamava Valmiera

## Località
Il comune è stato istituito nel 2009 ed è formato dalle seguenti unità amministrative:
- Bērzaine
- Dikļi
- Kocēni
- Vaidava
- Zilākalns